# Aleksandr Grebenjuk
Aleksandr Vasil'evič Grebenjuk (in russo Александр Васильевич Гребенюк?; Zelenokumsk, 22 maggio 1951) è un ex multiplista sovietico.

## Palmarès

### Europei
- 1 medaglia:
  - 1 oro (Praga 1978 nel decathlon)

### Décastar
- 1 medaglia:
  - 1 oro (Talence 1976 nel decathlon)